# Phuwadol Suwannachart
Phuwadol Suwannachart (thailändisch ภูวดล สุวรรณชาติ, * 20. Juni 1982 in Sisaket) ist ein thailändischer Fußballspieler.

## Karriere

### Verein
Phuwadol Suwannachart stand von 2006 bis 2008 beim TOT SC in Bangkok unter Vertrag. Über die Stationen BEC Tero Sasana FC, Muangkan United FC und Nakhon Pathom United FC wechselte er 2011 zum Chainat FC. Der Verein aus Chainat spielte in der zweiten Liga, der Thai Premier League Division 1. Ende 2011 wurde er mit dem Verein Vizemeister und stieg in die erste Liga auf. Im gleichen Jahr wurde er mit 21 Toren Torschützenkönig der zweiten Liga. 2014 wechselte er zum Ligakonkurrenten Ratchaburi Mitr Phol nach Ratchaburi. Bis Mitte 2015 absolvierte er 34 Erstligaspiele für Ratchaburi. Die Rückserie 2015 spielte er in der zweiten Liga beim Chiangmai FC in Chiangmai. Von Januar 2016 bis August 2016 stand er beim Erstligisten Sisaket FC in Sisaket unter Vertrag. Von August 2016 bis Ende 2016 war er vertrags- und vereinslos. Der Zweitligist Krabi FC nahm ihn die Hinserie 2017 unter Vertrag. Die Rückserie spielte er beim Ligakonkurrenten Samut Songkhram FC in Samut Songkhram. Ende der Saison musste er mit dem Klub in die dritte Liga absteigen. Phuwadol Suwannachart verließ den Verein und schloss sich die Hinrunde 2018 dem Drittligisten Ayutthaya United FC an. Die Rückserie 2018 spielte er beim ebenfalls in der dritten Liga, der Thai League 3, spielenden Ubon Ratchathani FC in Ubon Ratchathani. Chainat United FC, ein Verein aus der vierten Liga, der Thai League 4, nahm ihn ab 2019 unter Vertrag. Nach einem Jahr wechselte er zum Surin City FC. Der Suriner Verein spielte ebenfalls in der vierten Liga. Hier trat man in der Western Region an. Nach zwei Spieltagen wurde die Saison 2020 wegen der COVID-19-Pandemie unterbrochen. Während der Unterbrechung beschloss der Verband, dass man die Thai League 4 und die Thai League 3 zusammenlegt. Der Verein spielte nach der Wiederaufnahme des Spielbetriebs in der Thai League 3. Hier trat man in der North/Western Region an.

### Nationalmannschaft
Phuwadol Suwannachart spielte zweimal in der thailändischen Nationalmannschaft.

## Erfolge
Chainat FC
- Thai Premier League Division 1: 2011 (Vizemeister)  ▲

## Auszeichnungen
Thai Premier League Division 1
- Torschützenkönig: 2011